# Die Welt (Zionismus)

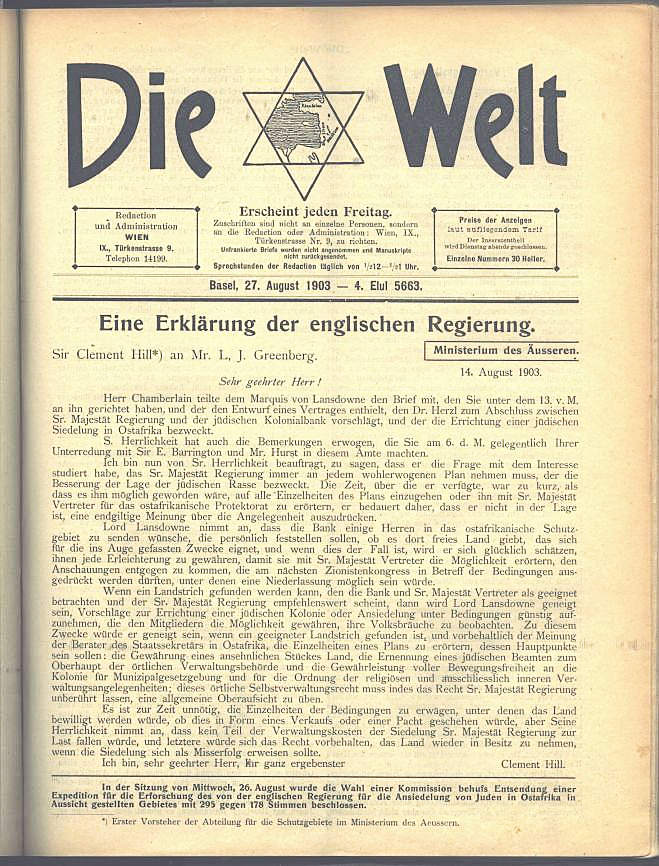
Die Welt, 27. August 1903

Die Zeitschrift Die Welt, gegründet von Theodor Herzl im Mai 1897 in Wien, wurde in der Zeit von 1897 bis 1914 zum Zentralorgan der Zionistischen Bewegung.
- Herausgegeben von Paul Naschauer (de iure)[2], Berthold Feiwel[3], A. H. Reich, Leopold Kahn, Julius Uprimny[4], Siegmund Werner, Nahum Sokolow[5], Isidor Schalit[6], Erwin Rosenberger[7], Leon Kellner[8], Isidor Marmorek[9], Jacob Klatzkin[10] und Martin Buber[11];

- Redaktion (u. a.): S. R. Landau[12], Siegmund Werner, Erwin Rosenberger, Berthold Feiwel, A. H. Reich, Julius Uprimny, Abraham Coralnik[13], Julius Berger, Moriz Zobel[14], N. Golant[15], Kurt Blumenfeld von 1913 bis 1914.

- Verwaltungsdirektor der Welt von 1897 bis Ende Oktober 1902, nachdem Herzl zuvor von Leuten der Administration der Welt bestohlen bzw. betrogen worden war (um mindestens 2000 Gulden, wahrscheinlich viel mehr), war Alexander Ritter von Eiss.[16] Von Eiss unterband die Betrügereien und war ein sparsamer und umsichtiger Verwalter (sein Nachfolger war Heinrich Polturak).

- In der Administration u. a. noch tätig: Moritz Kollinsky und Adolf Pollak[17]; verantwortlich für den Versand war Isidor Knopf.

Die Welt erschien zwischen 1897 und 1914 wöchentlich im eigenen Verlag (Wien/Köln/Berlin). Die Auflage schwankte stark, erreichte in der Regel aber wenigstens 3.000, maximal 10.000 Exemplare. Das Blatt fungierte seit 1903 als Zentralorgan der Zionistischen Organisation. Berichtet wurde über Tagesereignisse, die das Judentum bzw. den Zionismus im Allgemeinen berühren, aber auch über den Antisemitismus oder die als gefährlich eingeschätzten assimilatorischen Tendenzen im Westjudentum.
Übersetzungen aus der hebräischen und jiddischen Literatur sollten mit diesem wenig bekannten Teil jüdischer Kultur vertraut machen. Einen weiteren Schwerpunkt bildete die Berichterstattung über die praktischen Kolonisationsbemühungen in Eretz Israel.
Es existierten auch eine hebräische (Haolam; vgl. Alter Drujanow) und eine kurzlebige jiddische Ausgabe der Welt (nur 1900, erschien wöchentlich, ebenfalls in Wien).
Daneben wurde vom Aktionskomitee in Wien seit dem 1. Juni 1899 auch eine spaniolische zionistische Zeitschrift (El Progreso) herausgegeben (2 × pro Monat; Redakteur: Moritz J. Cohen), die von Anfang an kränkelte und nur kurz existierte.
Andere zionistische Blätter traten die Nachfolge der Welt an: u. a. die tägliche Wiener Morgenzeitung (1919–1927), die Monatsschrift Palästina (1927–1938), die Wochenschrift Jüdische Presse (1915–1934) und Robert Strickers Die Neue Welt (1927–1938).
Die Welt und die ihr nachfolgenden Blätter sind zur Gänze in digitalisierter Form im „Internetarchiv jüdischer Periodika“ erfasst (siehe Weblinks). Die Nachfolgezeitschrift erscheint unter dem Titel Illustrierte Neue Welt.